# پاپی خالدار علیا
پاپی خالدار علیا یا پاپی خالدار بالا، روستایی از توابع بخش مرکزی شهرستان خرم‌آباد در استان لرستان ایران است.

## جمعیت
این روستا در دهستان رباط قرار دارد و براساس سرشماری مرکز آمار ایران در سال ۱۳۹۰، جمعیت آن ۱٬۴۶۶ نفر (۳۷۶ خانوار) بوده‌است.